# Carmen Cristina Wolf
Carmen Cristina Wolf (Caracas, 1953) es una poeta, ensayista, editora y correctora literaria venezolana.
Se dedica a la corrección de estilo, organización de libros y dicta talleres de escritura creativa, Comunicación y Oratoria.

## Biografía
Es abogada, graduada en la Universidad Católica Andrés Bello. Realizó estudios de postgrado en Distribución del ingreso y política fiscal, en la Universidad Central de Venezuela. Es locutora y obtuvo su título en el diplomado de la Universidad Central de Venezuela.
Su obra aparece en diversas antologías poéticas y revistas nacionales y extranjeras. Durante años fue escritora del Suplemento Cultural del diario Últimas Noticias. Dos de sus ensayos han sido publicados publicados por El Papel Literario de El Nacional. Es editora de la revista web del Círculo de Escritores de Venezuela, Revista Literatura y Vida, Mujeres Escritoras y Crítica Literaria Hispanoamericana.
Actualmente es Directora Ejecutiva del Círculo de Escritores de Venezuela, creado en 1989.

## Obra
Algunos de sus libros publicados son:
- Fragmentos de isla, Editorial Poiesis 1988.
- Canto al Hombre (Cármina Editores 1996, tres ediciones); traducido al francés y publicado en la Biblioteca de analítica.com.[4]
- Canto al Amor Divino (Cármina Editores 1997).[4]
- Escribe un poema para mí (Ed. Círculo de Escritores de Venezuela 2001).
- Prisión abierta (Editora Al tanto, Colección Las iniciales del tiempo, Caracas).
- Atavíos (Ed. El Pez Soluble 2007).
- La llama incesante, Aforismos 2007, (Editorial Diosa Blanca 2007).

- Huésped del amanecer (Editado por la Universidad Nacional Abierta 2008).
- Rafael Cadenas: Templanza y honestidad del lenguaje. Monografías.com.[5]
- Eugenio Montejo: Viaje a lo sagrado. Publicado en Monografías.com.
- Luz Machado: Acontecer fecundo. Publicado en Monografías.com.
- Rimbaud: El lenguaje del alma, publicado en Revista Círculo de Escritores Venezuela.
- La llama incesante, Aforismos, 4a edición. Publicado por el Centro de Estudios Ibéricos y Americanos de Salamanca en coedición con E. Diosa Blanca 2013.
- Vida y Escritura. Amazon.com 2014. Publicado en coedición por Editorial SCEL y Editorial Diosa Blanca.[6]
- El Círculo de Escritores de Venezuela. Ensayo publicado en el libro Peñas y Tertulias, edición de la Fundación Venezuela Positiva. Caracas 2012.
- Un amigo lejano, poema. Publicado en el libro Arca de los afectos, Editorial Verbum, Salamanca, España 2013.

Tres poemas publicados en la antología "El vuelo y la claridad" 2020,  publicado por la Editorial Diosa Blanca y el Círculo de Escritores de Venezuela.
Participó con un texto del libro Pasajeras en cautiverio, antología publicada por la Editorial Lector Cómplice en 2019. 
En coautoría:
- Travesías del alma. Doce escritoras con Teresa. Editora: Verónica Amat. Trilce Ediciones, Salamanca 2015. Prólogo de Pilar Fernández Labrador.
- Santa Teresa de Ávila, Poemario. Ediciones Universidad Nacional Abierta, Universidad Nacional Experimental Simón Rodríguez y Museo Abierto para el Mundo. Caracas 2015.

## Ensayos sobre la obra de Carmen Cristina Wolf
- La casa en la memoria, por Alberto Hernández 2017.
- «Vigas fuertes de Carmen Cristina Wolf», por Alfredo Pérez Alencart 2015.
- «Sagrada Amorosidad», por Alfredo Pérez Alencart 2015.
- «Carmen Cristina Wolf: Prisión abierta», por Miguel García Mackle.
- «La Palabra Luminosa», por Lidia Salas.
- «Carmen Cristina Wolf y su obra Escribe un poema para mi», por Helena Sassone.
- «La llama incesante y el sustento espiritual», por María Isabel Novillo.
- «Atavíos», por Enrique Viloria Vera.
- «El Mundo de la palabra», por Alejo Urdaneta.
- «El lenguaje poético de Carmen Cristina Wolf», por Lidia Salas.
- «La poesía de Carmen Cristina Wolf». Por Blanca Miosi.
- «Libros paralelos», por Eduardo Casanova. Sobre Canto al Hombre y Canto al Amor Divino.
- «El Canto al Hombre», por Pedro Pablo Paredes.
- «Reflexiones sobre la poesía de Carmen Cristina Wolf», por Lubio Cardozo.
- "La zona de broca". Por María Isabel Novillo. Publicado en la revista del Círculo de Escritores de Venezuela

http://circulodescritoresvenezuela.org

## Premios y reconocimientos
- 2005: Premio al Concurso de Cuentos 2005 de la Librería Mediática.[7]
- Medalla Internacional de Poesía Vicente Gerbasi 2013